# São Luís (São Tomé)
São Luís é uma aldeia de São Tomé e Príncipe, localiza-se no distrito de Mé-Zóchi, ilha de São Tomé, próxima às localidades de Chamiço, de May e de Claudina.